# Astorga (Paraná)
Astorga é um município brasileiro situado no Norte Central do Paraná, integrante da Região Metropolitana de Maringá e está 420 km da capital do estado, Curitiba.

## História
O município de Astorga foi uma das realizações da Companhia de Melhoramentos do Norte do Paraná (CTNPR), que colonizou quase todo o novo norte paranaense. Em 1945, a companhia organizou um loteamento em uma área de 8 alqueires, que deu origem a cidade de Astorga. Os primeiros moradores de Astorga foram Antenor Domingues de Moraes, que veio com sua mulher e oito filhos, juntamente com o casal Miguel Francisco da Costa e esposa e Sebastião José Lino.
A Lei Estadual nº 02, de 10 de outubro de 1947, criou o Distrito Administrativo de Astorga, no município de Arapongas. O município foi criado em 14 de novembro de 1951, através da Lei Estadual nº 790, com território desmembrado de Arapongas. A instalação deu-se em 14 de dezembro de 1952, com a posse do primeiro prefeito eleito nas eleições de 3 de outubro de 1952.

### Divisão administrativa
Desde 1960, o município é dividido entre a sede (Astorga) e os distritos de Tupinambá, Içara e Santa Zélia, sendo estes dois últimos fundados antes da sede do município.

## Economia
Em 2017, a renda per capita anual do município foi de R$ 27.526,81. Em 2015, as receitas oriundas de fontes externas à cidade é de 75,5%.

## Esporte
Astorga possuiu um representante no Campeonato Paranaense de Futebol, a Associação Atlética Astorga.

## Política

### Administração
- Prefeito: Suzie Aparecida Pucillo Zanatta (2021/2024)
- Vice-prefeito: Geovani Conti
- Presidente da Câmara: José Luiz Ferreira de Araújo  (2021/2022)